# Список війн за участю Бангладеш
У цій статті наведено неповний перелік війн за участю Бангладешу, бенгальського народу або бенгальської армії в періоди коли існували незалежні бенгальські держави.
В переліку вказана назва конфлікту, дата, ворогуючі сторони та його результат:
      Перемога Бангладешу
      Поразка Бангладешу
      Інший результат (мирний договір або невизначений результат, статус кво, результат громадянської війни, невідомий результат)
      Незавершений конфлікт

## Бенгальський султанат
Нижче наведено перелік війн за участю Бенгальського султанату.
| Конфлікт                                | Дата          | Перша сторона and allies | Друга сторона           | Результат |
| --------------------------------------- | ------------- | ------------------------ | ----------------------- | --- |
| Бенгальська воєнна експедиція до Непалу | 1349–1350 рр. | Бенгальський султанат    | Непал                   | Перемога - Бенгальці відійшли після здобуття величезної воєнної здобиччі.                                                |
| Перше вторгнення Делійців до Бенгалу    | 1353–1354 рр. | Бенгальський султанат    | Делійський султанат     | Перемога |
| Друге вторгнення Делійців до Бенгалу    | 1358–1360 рр. | Бенгальський султанат    | Делійський султанат     | Перемога |
| Бенгальське завоювання Читтагонгу       | 1512–1516 рр. | Бенгальський султанат    | Аракан                  | Перемога - Читтагонг ввійшов до складу Бенгальського султанату.                                                          |
| Могольське завоювання Бенгалу           | 1572–1576 рр. | Бенгальський султанат    | Імперія Великих Моголів | Поразка - Бенгальський султанат ввійшов до складу Імперії Великих Моголів - Початок анти-могольських повстань у Бенгалі. |

## Бенгальська провінція(1576—1717)
Нижче наведено перелік війн регіональних сил Могольської провінції Бенгальський субах, враховуючи лише ті які велися для збільшення провінції.
| Конфлікт                          | Дата          | Перша сторона and allies | Друга сторона                                                    | Результат                                                                |
| --------------------------------- | ------------- | ------------------------ | ---------------------------------------------------------------- | ------------------------------------------------------------------------ |
| Бенгальське завоювання Читтагонгу | 1512–1516 рр. | Бенгальський субах       | Аракан · Голландська колоніальна імперія · Португальська імперія | Перемога - Читтагонг повторно ввійшов до складу Бенгальського султанату. |

## Бенгальський наваб(1717—1765)
Нижче наведено перелік війн за участю Бенгальського навабу.
| Конфлікт                      | Дата          | Перша сторона and allies                               | Друга сторона             | Результат |
| ----------------------------- | ------------- | ------------------------------------------------------ | ------------------------- | --- |
| Рейди Маратхів до Бенгалії    | 1741-1751 рр. | Бенгальський наваб                                     | Маратхська імперія        | Воєнна перемога, проте, політична поразка - Д-факто Одіша ввійшов до складу Бенгальської імперії, але де-юре ця територія залишилась у складі Бенгалу |
| Перша Англо-бенгальська війна | 1756–1757 рр. | Бенгальський наваб                                     | - Британська Східна Індія | Перемога - Алінахарський мирний договір |
| Битва при Плассі              | 1757 р.       | Бенгальський наваб - Французька ост-індійська компанія | - Британська Східна Індія | Воєнна поразка - Британська імперія розширила вплив на Бенгал, проте не завоювала її.                                                                 |
| Битва при Буксарі             | 1763–1764 рр. | Бенгальський наваб - Французька ост-індійська компанія | Британська Східна Індія   | Поразка - Британська імперія захопила Бенгал |

## Бенгальські повстання(1765—1947)
Нижче наведено перелік бенгальських повстань.
| Конфлікт                    | Дата          | Перша сторона and allies | Друга сторона | Результат                      |
| --------------------------- | ------------- | --- | --- | ------------------------------ |
| Війна за незалежність Індії | 1857–1859 рр. | Бенгальські Сіпахи · Індійська Сіпахи Імперія Великих Моголів · Імперія Маратхів · Гваліорська держава Ханші · Оудх · Багато інших фракцій | - Британська Східна Індія Непальське королівство · Аягархська держава · Альварська держава · Бхарабтухська держава · Бхопальська держава · Біяварська держава · Біханерська держава · Бундійська держава · Хайдерабадська держава · Яйпурська держава · Яорська держава · Ябхпурська держава · Кхапурталаська держава · Кашмір і Джамму (Держава) · Кендуяр · Набха · Патіальська держава · Рампурська держава · Ревійська держава · Сірмоорська держава · Сірохійська держава · Удайпурська держава · Мясор · Травансор | Поразка - Повстання придушено. |

## Східний Бенгал
Нижче наведено перелік війн за участю Східного Бенгалу у складі Пакистану.
| Конфлікт                     | Дата    | Перша сторона and allies  | Друга сторона | Результат      |
| ---------------------------- | ------- | ------------------------- | ------------- | -------------- |
| Індо-Пакистанська війна 1947 | 1947 р. | Пакистан - Східний Бенгал | Індія         | Мирний договір |

## Східний Пакистан
Нижче наведено перелік війн за участю Східного Пакистану.
| Конфлікт                     | Дата    | Перша сторона and allies    | Друга сторона | Результат                                    |
| ---------------------------- | ------- | --------------------------- | ------------- | -------------------------------------------- |
| Індо-Пакистанська війна 1965 | 1965 р. | Пакистан - Східний Пакистан | Індія         | Мирний договір - Ташкентський мирний договір |

## Сучасний Бангладеш
Нижче наведено перелік війн за участю Сучасного Бангладешу.
| Конфлікт                                       | Дата          | Перша сторона and allies | Друга сторона                                                      | Результат                                        |
| ---------------------------------------------- | ------------- | --- | ------------------------------------------------------------------ | ------------------------------------------------ |
| Війна за незалежність Бангладеш                | 1971 р.       | Bangladesh India | Pakistan                                                           | Вирішальна перемога - Незалежність Бангладеш     |
| Комністичне революція в Банладеш               | 1972–1975 рр. | Бангладеш | Бенгальські комуністи - Гонобахіні - Пурда Банглар Сарбахара Парті | Повстання придушено                              |
| Повстання в Читтагонг-Хілл                     | 1977–1997 рр. | Бангладеш | Шахті Бахіні · При підтримці · Індія                               | Перемога                                         |
| Operation Shield                               | 1984          | Bangladesh | Myanmar                                                            | Victory                                          |
| Operation Shield                               | 1986          | Bangladesh | Myanmar                                                            | Victory                                          |
| Operation Shield                               | 1987          | Bangladesh | Myanmar                                                            | Victory                                          |
| Operation Shield                               | 1989          | Bangladesh | Myanmar                                                            | Victory                                          |
| Війна у Перській затоці                        | 1991 р.       | Бангладеш США Саудівська Аравія Велика Британія Єгипет Франція Сирія Марокко Кувейт Оман Пакистан Канада ОАЕ Катар 20 інших держав | Ірак                                                               | Перемога - Іракські війська відступили з Кувейту |
| Індо-Бенгальський прикордонний конфлікт (2001) | 2001 р.       | Бангладеш | Індія                                                              | Статус-кво                                       |
| Повстання Бенгальських стрілків                | 2009 р.       | Бангладеш | Частина бенгальських військ                                        | Перемога - Повстання придушено                   |
| Бангло-Арканський конфлікт (2015)              | 2015 р.       | Бангладеш | Армія Аракану                                                      | Перемога - Повстання придушено                   |